# أمينة إد عبد الله
أمينة إد عبد الله (وُلدت في 25 يناير 1971) هي فنانة مرئية مغربيَّة، عُرفت للوحاتها الواقعية والرسومات البيئية والظواهر الطبيعية.

## النشأة
وُلدت أمينة في 25 يناير 1971 في مراكش في المغرب، ثُم في عُمر 10 سنوات انتقلت إلى الرباط، حيث بدأت حياتها في الرسم مُنذ طفولتها.

## أعمالها
تُوجد أعمال أمينة في عددٍ من المتاحف العامة ضمن مجموعات، ومن هذه المتاحف:
- المنتدى الثاني للموسيقى والفن في مدينة تمارة.
- معرض عرفان للفنون في مدينة الرباط[1]
- جامعة محمد الخامس السويسي.
- معرض الفنون النسائية في الرباط.
- المركز الثقافي الروسي في الرباط.[2]